# Мустаево (Марий Эл)
Мустаево (мар. Мустай) — деревня в Сернурском районе Республики Марий Эл России. Входит в состав Чендемеровского сельского поселения.

## География
Деревня находится в северо-восточной части республики, в зоне хвойно-широколиственных лесов, на берегах реки Сердяжки, к югу от автодороги 88К-019, на расстоянии примерно 6 километров (по прямой) к западу от посёлка городского типа Сернур, административного центра района. Абсолютная высота — 179 метров над уровнем моря.

### Климат
Климат характеризуется как умеренно континентальный, с умеренно холодной снежной зимой и относительно тёплым летом. Среднегодовая температура воздуха — 2,3 °С. Средняя температура воздуха самого тёплого месяца (июля) — 18,2 °C (абсолютный максимум — 38 °C); самого холодного (января) — −13,7 °C (абсолютный минимум — −47 °C). Безморозный период длится 4 месяца с середины мая до середины сентября. Среднегодовое количество атмосферных осадков составляет 491 мм, из которых около 352 мм выпадает в период с апреля по октябрь.

### Часовой пояс
Деревня Мустаево, как и вся Марий Эл, находится в часовой зоне МСК (московское время). Смещение применяемого времени относительно UTC составляет +3:00.

## Население
| 2002 | 2010 |
| ---- | ---- |
| 320  | ↗350 |

### Национальный состав
Согласно результатам переписи 2002 года, в национальной структуре населения марийцы составляли 100 %.

## Известные уроженцы
Казанцев Степан Фёдорович (1916—2004) — марийский советский военный деятель. Участник Великой Отечественной войны: стрелок-радист на танках КВ, Т-34 52-й гвардейской танковой бригады на Воронежском фронте, гвардии старшина (1942—1945). Трижды кавалер орденов Отечественной войны и Красной Звезды. Кавалер ордена Октябрьской Революции (1971).

## Известные жители
Фёдорова Зоя Александровна (1931—2010) — учитель русского языка и литературы Мустаевской средней школы (1955—1969), депутат Верховного Совета СССР 7-го созыва. 